# Раша Срака
Раша Срака-Вукович (словен. Raša Sraka; нар. 10 жовтня 1979, Любляна, Словенія) — словенська дзюдоїстка. Чемпіонка Європи 2003 року в ваговій категорії до 70 кг, переможниця Середземноморських ігор 2001 року.

## Життєпис
Раша Срака народилася 10 жовтня 1979 року в Любляні, Словенія.
1992 року брала участь в чемпіонаті Словенії, 1997-го посіла друге місце на Чемпіонаті Європи серед юніорів. 1998-го завоювала бронзову медаль на Чемпіонаті світу серед юніорів та на Чемпіонаті Європи серед юніорів.
1999 року посіла друге місце у світових іграх серед військових. 2000-го Раша Срака перемогла на чемпіонаті світу серед військових та посіла третє місце на чемпіонаті світу серед студентів. 2001-го перемогла у фіналі Середземноморських ігор алжирку Рахіду Уердане. За два місяці посіла друге місце на чемпіонаті світу з військових.
2002 року виграла бронзову медаль на чемпіонаті Європи в Мариборі. На чемпіонаті світу серед військових у Пекіні 2002 року завоювала бронзову медаль. Наступного року перемогла німкеню Хайде Воллерт у фіналі чемпіонату Європи в Дюссельдорфі. Наприкінці 2003 року завоювала бронзову медаль на світових іграх серед військових. У 2004 р. Срака перемогла француженку Аміну Абделлатіф в другому турі чемпіонату Європи в Бухаресті, отримавши в підсумку бронзову медаль. У серпні на Олімпійських іграх 2004 року в Афінах перемогла у другому раунді японку Масае Уено.
2005 року Раша Срака зайняла п'яте місце на чемпіонаті Європи. У фіналі Середземноморських ігор вона програла італійці Іленії Скапін. За три тижні виграла військовий чемпіонат. На чемпіонаті світу в Каїрі перемогла у першому поєдинку олімпійську чемпіонку Масае Уено і програла лише у півфіналі француженці Гевріс Емане. У боротьбі за бронзову медаль вона перемогла німкеню Анетт Бьом.
2006 року Раша фінішувала сьомою на чемпіонаті Європи. Наприкінці 2006-го вона перемогла у чемпіонаті світу серед військових. 2007-го завоювала бронзову медаль на тих же іграх.
2009 року втретє поспіль вийшла у фінал Середземноморських ігор і виборола срібну медаль, поступившись француженкці Марі Паскет. На чемпіонаті світу 2009 року фінішувала сьомою. Наступного року дійшла до фіналу чемпіонату Європи 2010 року у Відні, де програла угорці Анетт Месарос. На чемпіонаті світу в Токіо зазнала поразки у чвертьфіналі француженки Люсі Декосс. 2011 року зайняла п'яте місце на чемпіонаті Європи в Стамбулі та на чемпіонаті світу в Парижі. Між цими двома чемпіонатами завоювала срібло на Військових світових іграх у Ріо-де-Жанейро.
Останню міжнародну медаль Раша Срака виборола на чемпіонаті Європи 2012 року в Челябінську, коли вона програла лише у півфіналі полячці Катажині Кліс. Наприкінці кар'єри брала участь в Олімпійських іграх 2012 року в Лондоні, де перемогла іспанку Сесілію Бланко. Після поразки у чвертьфіналі від південнокорейської Хван Йе-сул та фінішувала сьомою.
Має зріст 1,70 м, почала кар'єру дзюдоїстки у ваговій категорії до 66 кг. Брала участь у літніх Олімпійських іграх 2004 року та 2012 року у ваговій категорії до 70 кг. У чвертьфіналі останніх вона поступилася Хван Є-Сул (англ. Hwang Ye-Sul).
Її тренер Митя Железникар (словен. Mitja Železnikar), вона тренується у спортивному клубі з дзюдо «Бежиград».

## Спортивні досягнення

### Чемпіонати світу
- (Каїр 2005);
- (Токіо 2010).

### Чемпіонати Європи
- (Марибор 2002);
- (Дюссельдорф 2003);
- (Бухарест 2004);
- (Відень 2010);
- (Челябінськ 2012).

### Середземноморські ігри
- (Туніс 2001)[5];
- (Альмерія 2005)[5];
- (Пескара 2009)[5].

## Цікаво знати
14 серпня 2019 року на російському сайті «Панорама» з'явилося повідомлення про призначення Раши Сраки послом Словенії у Росії. В новині, зокрема, було написано:

| У Раші дуже вдале ім'я — англійською це слово перекладається як Росія. Крім того, у неї багато спільного з російськими політиками, що має допомогти налагодити їм тісний контакт. Нам відомо, що в Росії з великою повагою ставляться до колишніх спортсменів, нагороджуючи їх депутатськими мандатами, а Раша не просто спортсменка, а дзюдоїстка, і досягла успіхів в улюбленому виді спорту російського президента.[6][7] |
Незважаючи на те, що саме повідомлення було фейком, розміщеним на сатиричному виданні, його поширила ціла низка інтернет-ЗМІ. Як наслідок прочитану новину широко прокоментували користувачі мережі.